# Carlos García y García
Carlos García y García (Piura, 19 de noviembre de 1927 - Lima, 10 de mayo de 2016) fue un pastor evangélico y político peruano. Fue segundo vicepresidente de la república durante el primer gobierno de Alberto Fujimori desde 1990 hasta 1992, año en que decidió renunciar tras oponerse al autogolpe de estado y asumió momentáneamente la presidencia de manera interina ante la ausencia de Máximo San Román. Fue también diputado por Piura desde 1956 hasta 1962.

## Biografía
Nació en la ciudad de Piura, el 19 de noviembre de 1927.
Era discípulo de la Iglesia bautista, convirtiéndose luego en pastor evangélico y en el año 2005 se convirtió en miembro de la Unión Mundial de la Alianza. Fue también miembro del Concilio Nacional Evangélico del Perú, así como presidente del Consejo Nacional Evangélico (CONEP) y de World Vision.
En el ámbito político incursionó como miembro del Partido Demócrata Cristiano de Héctor Cornejo Chávez, siendo luego elegido como diputado por Piura en el año 1956 y culminando en 1962.

### Segundo vicepresidente del Perú
Ante la convocatoria de las elecciones generales del año 1990, Carlos García y García fue presentado por Pedro Vílchez Malpica al ingeniero Alberto Fujimori, quien era rector y profesor de la Universidad Nacional Agraria La Molina. Fujimori le prepuso a García participar en los comicios electoral como parte de su plancha presidencial y formar una alianza con los miembros del Consejo Nacional Evangélico (CONEP). En 1989, García formó parte de la fundación del movimiento político Cambio 90 y aceptó ser candidato a la segunda vicepresidencia, junto con Máximo San Román, y la fórmula logró pasar a segunda vuelta junto con la candidatura del escritor Mario Vargas Llosa por el Frente Democrático. García fue el lazo para atraer el apoyo de las iglesias evangélicas del Perú, además de lograr contribuir en la formación de comités locales del partido.
El 10 de junio de ese mismo año, Alberto Fujimori logra vencer a Mario Vargas Llosa y es proclamado como el nuevo presidente de la República del Perú, siendo luego juramentado el 28 de julio ante el Congreso de la República presidido por Máximo San Román. Ese mismo día, Carlos García es también juramentado como nuevo segundo vicepresidente de la república para el periodo presidencial 1990-1995.
Sin embargo, una vez llegado al poder, Carlos García se mantuvo ausente del gobierno. Esto se debió a un distanciamiento de Alberto Fujimori contra los evangélicos. No obstante, García y García, desde la segunda vicepresidencia, realizó una importante obra de asistencia humanitaria.
El 5 de abril de 1992, el presidente Alberto Fujimori anunció en un mensaje televisivo en la madrugada la disolución del Congreso de la República y la creación de una nueva constitución política. Ante este hecho, los parlamentarios protestaron contra la medida anunciada y fueron maltratados por los miembros de las Fuerzas Armadas al mando de Vladimiro Montesinos, así como atentados contra los medios de comunicación y opositores al gobierno. Carlos García se mostró también en contra del autogolpe de estado anunciado por Fujimori y luego decidió renunciar al movimiento Cambio 90 en protesta para favorecer el retorno del estado democrático.
Debido al golpe de Estado, se esperaba el retorno de Máximo San Román, quien se encontraba de viaje en el exterior, para que asuma de manera interina la presidente de la república, sin embargo, los disueltos parlamentarios decidieron realizar una reunión especial en la casa de la diputada Lourdes Flores Nano para que Carlos García asuma momentáneamente la presidencia mientras San Román retornaba al Perú. En la noche del 10 abril, Carlos García y García fue juramentado como presidente de la república y manifestó su apoyo y lucha del retorno del estado democrático.

Yo ratifico mi juramento de hacer cumplir y cumplir la constitución para que se restaure el estado de derecho en el Perú.
Carlos García y García
Segundo Vicepresidente de la República
Juramento como presidente de la república en la noche del 10 de abril de 1992.

Al día siguiente de haber sido juramentado, Carlos García se asiló en la embajada de Argentina. García siguió protestando contra el régimen fujimorista hasta su caída en el año 2000 tras la renuncia vía fax de Alberto Fujimori en Tokio.
El 16 de julio del 2002, durante el gobierno del presidente Alejandro Toledo, el Congreso de la República condecoró a Carlos García con la Medalla de Honor en el grado de Gran Oficial, «por su compromiso con la verdad y su permanente lucha en defensa de la democracia». Posteriormente se alejó del ámbito político y decidió dedicarse como pastor asociado en la Iglesia Alianza Cristiana y Misionera. García llegó a presidir el Concilio Nacional Evangélico del Perú (CONEP) y en el año 2007 se afilió al partido Restauración Nacional del pastor Humberto Lay, siendo miembro del Consejo nacional de Ética del partido.

## Fallecimiento
El 10 de mayo del 2016, Carlos García y García falleció a los 88 años. La noticia fue anunciada por el exsenador Víctor Arroyo Cuyubamba y por los miembros del Concilio Nacional Evangélico del Perú, quienes decidieron homenajearlo. Sus restos fueron velados en el templo de la iglesia Alianza Cristiana y Misionera en Lince y luego enterrados en el Cementerio de Huachipa.